# Ernestine Louise de Waldeck
Titre
Épouse du comte palatin de Birkenfeld à Gelnhausen
30 mars 1737 – 5 août 1739
(1 an, 11 mois et 6 jours)
Ernestine Louise de Waldeck (en allemand : Ernestine Louise von Waldeck) (née à Kleinern 3 novembre 1705 et morte à Gelnhausen 26 mai 1782) est une comtesse, puis princesse de Waldeck devenue, par mariage, de 1737 à 1739, comtesse palatine de Birkenfeld à Gelnhausen.

## Biographie

### Famille
Née à Kleinern le 3 novembre 1705, Ernestine Louise de Waldeck est la cinquième des douze enfants de Frédéric-Antoine-Ulrich de Waldeck-Pyrmont (1676-1728), premier prince régnant de sa principauté, et de Louise de Birkenfeld et Bischwiller (1678-1753), mariés en 1700. À sa naissance, elle est comtesse de Waldeck, puis en 1712 princesse de Waldeck. Elle est la sœur de deux princes régnants successifs : Christian-Philippe de Waldeck-Pyrmont (1728) et Charles-Auguste de Waldeck-Pyrmont (1728-1763).

### Mariage et postérité
Ernestine Louise de Waldeck épouse à Arolsen, le 30 mars 1737, Frédéric de Birkenfeld-Gelnhausen, né à Gelnhausen le 28 mai 1697, fils aîné de Jean de Birkenfeld-Gelnhausen et de sa seconde épouse Esther-Marie de Witzleben.
Ernestine Louise et Frédéric de Birkenfeld-Gelnhausen ont deux filles :
- Louise Caroline de Birkenfeld-Gelnhausen (Arolsen 22 janvier 1738 - Gelnhausen 15 juin 1782) ;
- Ernestine Auguste Frédérique de Birkenfeld-Gelnhausen (Gelnhausen 17 février 1739 - Gelnhausen 16 septembre 1746).

Frédéric de Birkenfeld-Gelnhausen meurt à Gelnhausen, le 5 août 1739, à l'âge de 42 ans, sans héritier mâle. Son frère cadet Jean de Birkenfeld-Gelnhausen lui succède, tandis que Ernestine Louise devient princesse douairière. Elle meurt à Gelnhausen, à l'âge de 76 ans, le 26 mai 1782, tôt le matin.